# Nicole Kramer
Nicole Kramer (* 16. Oktober 1978 in Nürnberg) ist eine deutsche Historikerin und Hochschullehrerin mit Schwerpunkt in der Sozial- und Zeitgeschichte.

## Leben
Sie studierte zunächst in München Neuere und Neueste Geschichte, Mittelalterliche Geschichte und Politische Wissenschaften. 2009 promovierte sie sich mit dem Thema „'Volksgenossinnen' an der Heimatfront. Politik, soziale Praxis, Erfahrungen und Erinnerungen“ bei Hans Günter Hockerts. Darin wies sie nach, dass besonders durch Freiwilligenarbeit Frauen wesentlich stärker für die „kämpfende Volksgemeinschaft“ mobilisiert wurden, als in der bisherigen Forschung aber vor allem auch der Erinnerungskultur angenommen. Ihre Dissertation wurde mit dem Fraenkel-Prize for Contemporary History ausgezeichnet. In den Folgejahren arbeitete sie am Zentrum für Zeithistorische Forschung sowie am Lehrstuhl für Neueste Geschichte an der Goethe-Universität Frankfurt a. M. Als Feodor Lynen-Stipendiatin der Alexander von Humboldt-Stiftung lehrte sie 2013 an der University of Nottingham und war von 2016 bis 2017 als Gastwissenschaftlerin am Deutschen Historischen Institut in Rom tätig. Seit 2020 hat sie die Juniorprofessur für Zeitgeschichte an der Universität zu Köln inne.
Ihre Forschungsschwerpunkte sind Erfahrungs- und Geschlechtergeschichte des Nationalsozialismus und des Zweiten Weltkriegs, Erinnerung und Geschlecht in der Bundesrepublik, Kulturgeschichte der Sozialpolitik Englands, Italiens und der Bundesrepublik Deutschland, transnationale und historisch-vergleichende Wohlfahrtsstaatsforschung und die Geschichte des dritten Sektors und der Gemeinnützigkeit.

## Mitgliedschaften und weitere Tätigkeiten
Nicole Kramer ist Mitglied im Scientific Board der Zeitschrift „European Journal of Nursing History and Ethics“, im Management Committee der Cost-Action „Who cares in Europe?“ und im Geschichtsforum der SPD. Zudem ist sie als Vertrauensdozentin und durch wissenschaftliche Beiratstätigkeiten assoziiert mit der Friedrich-Ebert-Stiftung, die ihre Promotion von 2007 bis 2009 mit einem Stipendium unterstützte. Als Mitherausgeberin ist sie beim „Forum historische Forschung: Moderne“ (Kohlhammer-Verlag) und der Reihe „Kölner Historische Abhandlungen“ (Böhlau Verlag) tätig.

## Schriften (Auswahl)

### Monographien
- „Volksgenossinnen“ an der „Heimatfront“. Mobilisierung, Verhalten, Erinnerung, Göttingen 2011 (Dissertation), ISBN 978-3-525-36075-0.
- Die vielen Gesichter der Zwangsarbeit. „Ausländereinsatz“ im Landkreis München 1939–1945, München 2005 (zus. mit Elsbeth Bösl und Stephanie Linsinger), ISBN 3-598-11681-0.

### Herausgeberschaften
- Gesundheitspolitik als Verhandlungssache: Ideen, Institutionen und Praktiken vom 19. Jahrhundert bis zur Gegenwart (= Jahrbuch des italienisch-deutschen historischen Instituts in Trient, 48/1), Bologna 2022 (zus. hrsg. mit Anna Grillini).
- Freiwilligenarbeit und gemeinnützige Organisationen im Wandel. Neue Perspektiven auf das 19. und 20. Jahrhundert (= Historische Zeitschrift. Neue Folge, Beiheft 76), Berlin 2019 (zus. hrsg. mit Christine Krüger).
- Ungleichheiten im „Dritten Reich“. Semantiken, Praktiken, Erfahrungen (= Beiträge zur Geschichte des Nationalsozialismus, Bd. 28), Göttingen 2012 (zus. hrsg. mit Armin Nolzen).
- Lieschen Müller wird politisch. Geschlecht, Staat und Partizipation im 20. Jahrhundert (=Zeitgeschichte im Gespräch, Bd. 4), München 2009 (zus. hrsg. mit Christine Hikel und Elisabeth Zellmer).

### Aufsätze (Auswahl)
- Blühender Wohlfahrtsmarkt: Die Transformation der Pflegepolitik in der Wiedervereinigungsgesellschaft, in: Jahrbuch für Historische Kommunismusforschung 2024, S. 133–146.
- Did the maids return? The Long History of Devaluing Care Work and the mixed economy of welfare, in: Historein. A review of the past and other stories (2024).
- Medikalisierung, Gesundheitspolitik und die Pflege älterer Menschen in der Hochmoderne, in: Anna Grillini und Nicole Kramer (Hrsg.): Gesundheitspolitik als Verhandlungssache: Ideen, Institutionen und Praktiken vom 19. Jahrhundert bis zur Gegenwart (= Jahrbuch des italienisch-deutschen historischen Instituts in Trient, 48/1), Bologna 2022, S. 39–67.
- Prekäre Geschäfte. Privatisierung und Vermarktlichung der Altenpflege im deutsch-englischen Vergleich, in: Zeithistorische Forschungen/Studies in Contemporary History, Online-Ausgabe, 17 (2020), H. 2, Druckausgabe: S. 234–260.
- Let’s talk about old age. Parliamentary debates and the meaning of pension and elderly care policies in the Federal Republic of Germany, in: Carla van Baalen (Hrsg.): Half a century of political controversies relating to social security reforms for the elderly in Europe, 2023, Online-Ausgabe.
- Der Wert der Pflege. Die Ökonomisierung der Sorgearbeit und der Wohlfahrtsmarkt der Möglichkeiten, in: Rüdiger Graf (Hrsg.): Ökonomisierung und Praktiken in der Zeitgeschichte, Göttingen 2019, S. 383–411.
- Der Wandel des italienischen Sozialstaats in Zeiten politischer Umbrüche, in: Quellen und Forschungen aus italienischen Archiven und Bibliotheken 97 (2017), S. 3–23.
- Vers une coordination internationale de la politique du vieillissement: le Conseil de l’Europe et la République fédérale d’Allemagne dans les années 60, in: Revue d’histoire de la protection sociale 10 (2017), S. 84–101.
- Connecting Categories: Age, Gender, and Archaeologies of Knowledge, in: Iris Loffeier / Benoît Majerus / Thibault Moulaert (Hrsg.): Framing Age. Contested Knowledge in Science and Politics, Oxford 2017, S. 108–125.
- Welfare, mobilization, and the Nazi society, in: Lutz Raphael (Hrsg.): Welfare and Poverty in Modern German History, New York 2016, S. 137–171.
- Die Entwicklung des voluntary sector in Großbritannien und Perspektiven für die Erforschung gesellschaftlichen Wandels in den 1970er und 1980er Jahren, in: Geschichte und Gesellschaft 42 (2016), S. 326–353.
- Der Europäische Wohlfahrtsstaat: Ursprünge, Modelle, Herausforderungen, in: Geschichte in Wissenschaft und Unterricht 2016, S. 389–407. (gem. mit Christoph Cornelißen)
- Who cares? Eine Zwischenbilanz der Pflegegeschichte in zeithistorischer Perspektive, in: Archiv für Sozialgeschichte 54 (2014), S. 395–415 (gem. mit Annemone Christians).
- Volksgenossinnen on the German Home Front: An Insight into Wartime Nazi Society. In: Bernhard Gotto/Martina Steber (Hrsg.): Visions of Community in Nazi Germany. Social Engineering and Private Lives. Oxford 2014, S. 171–186.
- Alter(n) als Thema der Zeitgeschichte: Merkmale und Perspektiven, in: Zeithistorische Forschungen 10 (2013) H. 3, S. 455–463, Online-Ausgabe.
- Neue soziale Bewegungen, Sozialwissenschaften und die Erweiterung des Sozialstaats. Familien- und Altenpolitik in den 1970er und 1980er Jahren, in: Archiv für Sozialgeschichte 52 (2012), S. 211–230.
- Die Verwissenschaftlichung des Alters in den grauen Gesellschaften Westdeutschlands und Großbritanniens, in: Christiane Reinecke / Thomas Mergel (Hrsg.): Das Soziale ordnen. Sozialwissenschaften und soziale Differenz im 20. Jahrhundert, Frankfurt a. M. 2012, S. 283–308.
- Ikone des Wiederaufbaus. Die „Trümmerfrau“ in der bundesdeutschen Erinnerungskultur, in: Jörg Arnold, Dietmar Süß und Malte Thießen (Hrsg.): Luftkrieg. Erinnerungen in Deutschland und Europa, Göttingen 2009, S. 259–276.
- Impulse für eine neue Frauen-Politikgeschichte, in: Christine Hikel, Nicole Kramer und Elisabeth Zellmer (Hrsg.): Lieschen Müller wird politisch. Geschlecht, Staat und Partizipation im 20. Jahrhundert, München 2009, S. 7–12 (zus. mit Christine Hikel und Elisabeth Zellmer).